# Casa Martí i Catasús
La Casa Martí i Catasús és un edifici del municipi de Vilafranca del Penedès (Alt Penedès) protegida com a bé cultural d'interès local. La construcció d'aquest habitatge fou encarregada per Pere Martí i Catasús a l'arquitecte Santiago Güell. El projecte, conservat a l'arxiu de l'Ajuntament de Vilafranca del Penedès, data del 22 de juny de l'any 1910.
És un edifici entre mitgeres i de tres crugies. La façana presenta una composició simètrica (ordenació horitzontal per cornises motllurades i vertical per bandes adossades al mur). La planta baixa inclous tres portals d'arc rebaixat. El primer pis està ocupat per tres balcons d'una sola obertura i les golfes per una galeria de finestres amb llinda. A la part superior de la cornisa d'acabament hi ha quatre esferes, situades als punts d'acabament de les bandes verticals.